# Краом
Краом (кхмер. ភ្នំក្រោម) — гора в Камбоджі, на околиці Сіємреапа заввишки 140 метрів.

## Географія
Гора Краом лежить за 12 км на південний схід від міста Сіємреап. Схили дуже скелясті.

## Ангкорський храм
На вершині гори розташований храм Пномкраом, збудований Ясоварманом I і присвячений Тримурті. Храм оточений стіною з латериту, що утворює прямокутник у плані. На кожній з чотирьох сторін розміщені вхідні гопурами хрестоподібні в плані. На території, оточеній стіною, стоять руїни десяти прямокутних будівель, виготовлених з латериту: чотири з них — уздовж східної стіни й по дві — вздовж решти. Ті споруди колись вкривала черепиця, вкладена на дерев'яні стропила, що дотепер не збереглись.
У центрі відгородженої території на спільній платформі стоять три прасати (храми) з пісковику. Ступінь збереження храмів дуже низький. Дістатись верхньої частини платформи можна сходами, що їх охороняють кам'яні леви. Входи до храмів розташовані зі східної та західної сторін. З двох інших сторін — фальшиві двері. Всередині храмів збереглись п'єдестали, на яких стояли статуї Шиви (центральна вежа), Вішну (північна вежа) та Брахми (південна вежа). Фриз п'єдесталу південного прасату прикрашає зображення хамси, священного лебедя.